# Erzbistum Belo Horizonte

Regional CNBB Leste 2.

Erzbistum Belo Horizonte.

Das Erzbistum Belo Horizonte (lat.: Archidioecesis Bellohorizontinus) ist eine in Brasilien gelegene römisch-katholische Erzdiözese mit Sitz in Belo Horizonte im Bundesstaat Minas Gerais.

## Geschichte
Das Bistum Belo Horizonte wurde am 11. Februar 1921 durch Papst Benedikt XV. aus Gebietsabtretungen des Erzbistums Mariana errichtet und diesem als Suffraganbistum unterstellt. Am 1. Februar 1924 wurde das Bistum Belo Horizonte zum Erzbistum erhoben. Das Erzbistum Belo Horizonte gab am 20. Dezember 1940 Teile seines Territoriums zur Gründung des Bistums Oliveira ab. Weitere Gebietsabtretungen erfolgten am 16. Juli 1955 zur Gründung des Bistums Sete Lagoas und am 11. Juli 1958 zur Gründung des Bistums Divinópolis.

## Bischöfe von Belo Horizonte

### Bischöfe
- Antônio dos Santos Cabral, 1921–1924

### Erzbischöfe
- Antônio dos Santos Cabral, 1924–1967
- João Resende Costa SDB, 1967–1986
- Serafím Kardinal Fernandes de Araújo, 1986–2004
- Walmor Oliveira de Azevedo, seit 2004